# ورق النسخ الخالي من الكربون

ورق النسخ الخالي من الكربون

إن ورق النسخ الخالي من الكربون (CCP) أو نسخ الورق غير الكربوني أو ورق NCR هو البديل عن ورق الكربون، ويستخدم في عمل نسخة من المستند الأصلي المكتوب بخط اليد (أو المكتوب آليًا) دون استخدام أية إلكترونيات. وقد تم اختراع هذه العملية في عام 1952 بواسطة الكيميائيين لويل شلايشر وباري جرين، اللذين كانا يعملان لصالح شركة NCR، كبديل للتحلل الحيوي الخالي من البقع لورق الكربون. فقد حملت المستندات الخاصة بالمنتجات الأولية اسم شركة NCR من خلال تسمية الورقة ورقة لا تحتاج للكربون، وهي معكوس تاجي بسيط بديل عن آلة تسجيل النقود.

## طريقة العمل
يعمل ورق النسخ الخالي من الكربون بطريقة بسيطة وواضحة. حيث يتكون من مغلفة بصباغ التغليف الجزئي أو الحبر و / أو الصلصال التفاعلي.
يتغلف ظهر الورقة الأولى بصباغ للتغليف الجزئي. يتم تغليف أسفل الورقة في السطح الأعلى بصلصال يتفاعل سريعًا مع الصباغ لتكوين علامة ثابتة. ويتم تغليف أية ورقة متوسطة بالصلصال في الأعلى والصباغ في الأسفل.
عندما يكتب أحد الأشخاص على الأوراق، يتسبب الضغط الناتج عن أداة الكتابة في كسر الكبسولات الدقيقة وانسكاب الصباغ منها. وكلما قل حجم الكبسولات، كانت الطباعة أكثر دقة.
وبالمثل، يمكن استخدام الورقة في الطباعة النقطية وطابعات كبس الحبر على الورق، حيث تطلق الرأس الضاربة الصباغ ليتفاعل مع الصلصال.
يتوافر ورق النسخ الخالي من الكربون في إصدار مستقل بذاته يوجد به الحبر والصلصال على الجانب نفسه من الورقة.

## الاستخدامات
لقد تم إنتاج ورق النسخ الخالي من الكربون، والمعروف في صناعات الطباعة باسم ورق NCR، لأول مرة من قبل شركة NCR. وقبل ذلك الوقت، كانت الخيارات المعتادة هي كتابة المستندات أكثر من مرة أو استخدام ورق الكربون الذي يتم إدخاله بين الورقة التي تتم كتابتها ونسختها، والتي غالبًا ما كانت تتلطخ بأصابع المستخدم. لقد جعل اختراع ورق NCR من عملية تعدد المستندات المكتوبة بخط اليد والمطبوعة عملية سهلة ونظيفة.
عادةً ما يتم استخدام الورقة في الفواتير والإيصالات وأي مستند آخر يلزم نسخه. وهناك مجموعة من الألوان التي تتوافر لنسخ الأوراق، مثل الأبيض والأصفر والوردي والأخضر والأزرق. في معظم الحالات، يكون الأبيض هو النسخة الأعلى ويليه الألوان حسب العدد المطلوب لنسخ الأوراق. على سبيل المثال، عندما يتم عمل نسختين من مستندٍ ما، تكون الأولى باللون الأبيض وتليها نسخة ملونة أخرى، ويطلق على ذلك جزأين أو نسختين. بالنسبة لعمل ثلاث نسخ، ستحصل على نسخة بيضاء في الأعلى ويليها نسختان ملونتان، ويطلق على ذلك ثلاثة أجزاء أو ثلاث نسخ. ويطلق على النسخ الأربعة أربعة أجزاء أو النسخة الرابعة.
وعادةً ما يتم توفير ورق النسخ الخالي من الكربون إلى المستخدم النهائي للنسخ التي تم تجميعها في شكل لوحات أو كتب والتي تتجمع في مجموعات باستخدام الصمغ أو مشابك الورق، ومجموعات غير مترابطة أو ورق كمبيوتر مطوي والتي تستخدم أيضًا بشكلٍ كبير في الطابعات.

## الأصباغ والمواد الكيميائية
كان أول صباغ يستخدم تجاريًا في هذا الغرض هو اكتون الكريستال البنفسجي، والذي لا يزال يستخدم حاليًا على نطاق واسع. هناك أصباغ ومواد كيميائية مساعدة أخرى وهي PTSMH (بي سلفونات التولوين لهيدرول ميكلر)، وTMA (أنهيدريد تريميليتيك)، وراتنج فينول فورمالدهايد، ومركبات آزو، وDIPN (نفتالين ديسبروبيل)، وإسوسيانات الفورمالدهايد، والمذيباتالقائمة على الهيدروكربون، والهيدروكربونات العطرية متعددة الحلقات، وديامين بولي أوكسي بروبيلين، وراتنج إيبوكسي، والإيزوسيانات الأليفاتية، والبيسفينول A، وثلاثي أمين الاثيلين، وغيرها. قد تتسبب الأصباغ الموجودة في ورق النسخ الخالي من الكربون في الإصابة بالحساسية ضد النيكل للأشخاص الذين يعانون من الحساسية.

## المخاوف البيئية والصحية
حتى سبعينيات القرن العشرين، عندما تم حظر استخدام مركبات ثنائي الفينيل متعدد الكلور لأسباب صحية وبيئية، فقد تم استخدامها كعوامل محولة في ورق النسخ الخالي من الكربون. حيث تنتقل مركبات ثنائي الفينيل متعدد الكلور بسهولة إلى جلد الإنسان أثناء التعامل مع مثل هذا الورق، ومن الصعب إزالة هذا التلوث من خلال الغسيل المعتاد بالماء والصابون. في اليابان، لا يزال يتم التعامل مع ورق النسخ الخالي من الكربون على أنها فضلات ملوثة بثنائي الفينيل متعدد الكلور.
لقد تسبب التعرض إلى أنواع معينة من ورق النسخ الخالي من الكربون أو مكوناته، في بعض الحالات، في الإصابة بأعراض خفيفة إلى متوسطة من تهيج البشرة وتهيج الأغشية المخاطية للعينين والجهاز التنفسي العلوي. ومع ذلك، كشفت نشرة في عام 2000 عن عدم وجود أي تهيج أو تحسس ينتج عن التعامل مع ورق النسخ الخالي من الكربون الذي تم إنتاجه بعد عام 1987. في معظم الحالات، ينبغي أن تكون النظافة الصناعية وممارسات العمل الجيدة كافية لتقليل الأعراض أو القضاء عليها. ويشمل ذلك التهوية الجيدة والرطوبة والتحكم في درجة الحرارة والتنظيف السليم للغرف وتقليل ملامسة اليد للفم وللعينين والنظافة الدورية لليدين.
لقد وجدت جامعة فلوريدا أن التعرض المستمر لورق النسخ الخالي من الكربون قد يشكل خطرًا على صحة الإنسان. ووجد العلماء أن هناك معدلات مرتفعة من الإجازات المرضية والشكاوى من الأمراض في المكاتب التي تستخدم كميات كبيرة من ورق النسخ الخالي من الكربون. بالإضافة إلى ذلك، قدمت دراسة منشورة في إنفيرونمينتال هيلث بيرسبكتيف (Environmental Health Perspectives) دليلاً جديدًا على أن التعرض إلى الغبار الناتج عن الورق وورق النسخ الخالي من الكربون في مكتب العمل يرتبط بزيادة خطر الإصابة بالربو الذي يصيب البالغين.
يحتوي متوسط ورق النسخ الخالي من الكربون على تركيز عالٍ من ثنائي الفينول A، وهو من مسببات اضطراب الغدد الصماء.
في عام 2001، أقام ثلاثة موظفين في مركز طبي بسان فرانسيسكو دعوى قضائية ضد صاحب العمل، بتهمة تعريض الموظفين لورق النسخ الخالي من الكربون ومواد كيميائية أخرى تسبب سرطان الثدي الالتهابي.

## وصلات خارجية
- Patent: Pressure-sensitive record material
- Hazard Review: Carbonless Copy Paper, from the National Institute for Occupational Safety and Health.
- Scientist Test Carbonless Copy Paper for Sickening Side Effect http://news.ufl.edu/1997/05/22/carbonls/